# 胡庆育
胡庆育（1905年5月27日—1970年12月23日），廣東三水南边社滘胡家村人，中华民国外交官，曾任中华民国外交部常务及政务次长，为叶公超副手。1952年，与外交部部长叶公超为正副代表，同日本议订中日和约。

## 生平
父彤恩为七品小京官。庆育出生于北京，幼承庭训，年17岁始就外傅。22岁汇文中学毕业后，就读于燕京大学（曾转读于上海东吴大学法学院一年）。26岁胡庆育自燕京大学法学系毕业。1931年7月，南京国民政府举行了轰动一时的第一届高等考试，其筹备日期之久，动员人力之广，远远超过了清末“洋进士考试”与北洋政府的“高等文官考试”。朱雷章、周邦道和胡庆育分别考取前三名，荣获考试院长戴季陶表扬。因法官考试、高等文官考试及外交官考试均属优秀，庆育遂选入国民政府外交部，先在法务科工作，后任国际联盟科科长。1941年起，在中华民国驻澳大利亚使馆历任秘书、一等秘书暂代馆务。1947年出任外交部条约司司长。1949年擢至外交部常务次长，次年又任政务次长。1952年，与外交部部长叶公超为正副代表，同日本议订中日和约。1953年出任中华民国驻阿根廷大使。1957年任第一任中华民国驻乌拉圭公使。1959年任受聘外交部顾问兼法规委员会主任委员。每有外交要案，台湾当局多所咨询，又屡次奉派出席国际会议，同时任教于国立清华大学、国立交通大学。1969年任海牙常设公断院公断员。1970年在台北逝世，安葬於陽明山第一公墓。

## 著作
胡庆育日常以诗词自遣，尤好倚声。其翻译和著作有《法学通论》、《苏联政府与政治》、《战后社会主义的新发展》、《庆育吟草》、《庆育词稿》、《独裁制研究》等行世。